# والتر بارسونز (سياسي)
والتر بارسونز (بالإنجليزية: Walter Parsons)‏ هو سياسي أسترالي، ولد في 16 أغسطس 1881 في أستراليا، وتوفي في 2 مارس 1955. حزبياً، نشط في Nationalist Party (Australia) ‏. وقد انتخب عضو مجلس النواب الأسترالي عن دائرة Division of Angas (1903–1934) ‏ (14 نوفمبر 1925 – 12 أكتوبر 1929).